# Dianwély
Dianwéli est une localité et une commune rurale du Mali de l'arrondissement central de Douentza, dans le cercle de Douentza et la région de Douentza. Elle a pour chef-lieu la localité de Dianwély Maoudé.

## Villages
La commune s'étend sur huit localités relevées lors du recensement général de 2009. 
Les villages les plus peuplés sont :
- Dianwély Kessel (2 662 habitants) ;
- Gamni (1 430 habitants) ;
- Dianwély Maoundé (1 299 habitants).